# Morris Surdin
Morris Surdin (* 8. Mai 1914 in Toronto; † 19. August 1979 ebenda) war ein kanadischer Komponist und Dirigent.

## Leben
Surdin hatte ab dem sechsten Lebensjahr zunächst Violinunterricht, später auch Unterricht in Harmonielehre und Kontrapunkt bei Louis Gesensway. 1945 studierte er Dirigieren bei César Borré und 1950 in New York Komposition bei Henry D. Brant. Von 1939 bis 1941 und freiberuflich ab 1947 arbeitete er als Komponist für die CBC. Daneben wirkte er in den USA als Arrangeur für die Philadelphia Pops sowie von 1949 bis 1954 als Dirigent und Komponist für CBS Network.
Mit dem Autor Ray Darby realisierte Surdin mehrere Rundfunkproduktionen der CBC, darunter die Musikkomödie The Gallant Greenhorn und die Serie Once upon a Time (1949, unter Regie von Esse Ljungh). Auch für die meisten Hörspiele W. O. Mitchells (u. a. Jake an th Kid) komponierte er die Musik. Außerdem komponierte er für CBC Playhouse, CBC Stage, Adventure Theatre, Festival und Hatch's Mill, war als Komponist der Filmmusik und Dirigent an der Hollywoodproduktion Hospital (1971) beteiligt.
Weitere Werke waren The Remarkable Rocket (196l, für das National Ballet of Canada), zwei Akkordeonkonzerte (1966 und 1976 für Joseph Macerollo), Wild Rose (1967, wieder mit W.O. Mitchell, für die Mac 14 Theatre Society of Calgary), Suite Canadienne und A Feast of Thunder (1970 und 1972, für das Shevchenko Musical Ensemble), Eine Kleine Hammer-Klapper Musik (1976, für das Toronto Symphony Orchestra) und ein Bratschenkonzert (1978, für Rivka Golani). Der gesamte musikalische Nachlass Sudrins, darunter mehr als 2000 Hörspiel-, Film- und Schauspielmusiken, wurde 1978 von der University of Calgary erworben.